# Christoph Bungartz
Christoph Bungartz (* 26. Februar 1960 in Neuss) ist ein deutscher Journalist und Redakteur des NDR Fernsehens.

## Leben

### Herkunft und Ausbildung
Der Katholik Christoph Bungartz wuchs als Sohn des aus Dollendorf gebürtigen promovierten Ingenieurs in der chemischen Industrie, Hermann Bungartz († 2000):11 und dessen Frau Hannemarie mit zwei Geschwistern in Krefeld auf. Dort besuchte er von 1966 bis 1969 in dem Stadtteil Bockum die Sollbrüggen-Grundschule und danach bis 1978 das Städtische Arndt-Gymnasium. Mit dem Wintersemester 1978/79 nahm er an der Rheinischen Friedrich-Wilhelms-Universität in Bonn ein Studium der Germanistik und Anglistik auf, das von August 1979 bis Oktober 1980 durch Ableistung des Grundwehrdienstes beim Heeresamt in Köln unterbrochen wurde. Ab Herbst 1980 setzte er mit den Hauptfächern Germanistik und Philosophie (Lehramt Sekundarstufe II) seine Studien in Bonn wieder fort. Dort wurde Bungartz auch 1982/83 mit einem Tutorat am „Philosophischen Seminar A“ beauftragt. Über ein Stipendium gelangte er in der Folge als Austauschstudent für zwei Semester 1983/1984 an die University of Wisconsin–Madison, wo er im Mai 1984 den Master of Arts erwarb. Anschließend wechselte er in Bonn vom Lehramts- auf den Promotionsstudiengang, den er 1987 mit der Arbeit Zurückweichend vorwärtsschreiten: die Ironie in Robert Walsers Berner Prosa. abschloss, die Anfang 1988 von der Philosophischen Fakultät der Universität Bonn angenommen wurde.
Parallel zu seinem Studium nahm C. Bungartz 1981/1983 im Rahmen eines Stipendiums des Instituts zur Förderung publizistischen Nachwuchses (ifp) eine Journalistenausbildung wahr. Von 1982 bis 1987 war er zudem regelmäßig freier Mitarbeiter der Rheinpfalz und gelegentlich der Badischen Zeitung (Feuilleton).

### Werdegang
Am 1. März 1988 nahm Christoph Bungartz als Volontär seine Tätigkeit beim Norddeutschen Rundfunk auf. Nach mehrjähriger Mitarbeit als freier Reporter leitet er dort seit 1997 die Abteilung „Magazine“ im „Programmbereich Kultur und Dokumentation“ des NDR Fernsehens. Die Redaktion betreut, teilweise in Kooperation mit weiteren Landesrundfunkanstalten, die Magazine ttt – titel, thesen, temperamente, W wie Wissen oder Druckfrisch für Das Erste, das Kulturjournal, Lieb & Teuer, plietsch und das Bücherjournal für das NDR Fernsehen, sowie Metropolis und X:enius für arte. In Vertretung der Moderatorin Julia Westlake moderiert Bungartz gelegentlich das Kulturjournal; gemeinsam mit ihr moderiert er die alljährliche NDR-Reihe Der Norden liest.:53
Als Trainer leitet er Seminare für junge Journalisten beim ifp in München.

### Sonstiges
Christoph Bungartz war 2007 Mitgründer der, inzwischen aus Anna Leenen, Andreas Engler, Jan Haarmeyer, Sven Hartung, Felix Leenen und ihm selbst bestehenden sechsköpfigen Hamburger Band The Cruisers. Mit Interpretationen von Rock-, Pop-, Folk- und Bluesmusik der 1960er Jahre traten sie bereits wiederholt in Hamburg auf.

## Schriften
- Zurückweichend vorwärtsschreiten: die Ironie in Robert Walsers Berner Prosa. (=Europäische Hochschulschriften. Reihe I. Deutsche Sprache und Literatur. Bd./Vol. 1084) Peter Lang AG, Frankfurt am Main/Bern, ISBN 3-631-40485-9 (zugleich Dissertation Universität Bonn, 1988), darin Lebenslauf.
- mit Ralf Gier, Peter Scheulen: Von der Eifel nach Amerika. Auswanderung nach Nordamerika 1840–1914. (=Geschichte im Kreis Euskirchen. Jahrgang 18/19. 2004/2005. Jahresschrift des Geschichtsverein des Kreises Euskirchen) Euskirchen 2005, ISBN 3-935221-55-X